# Hugh B. Cott
Hugh B. Cott (Ashby Magna, Leicestershire, Anglaterra, 6 de juliol de 1900 – Stoke Abbott, Dorset, Anglaterra, 18 d'abril de 1987), nascut Hugh Bamford Cott, fou un zoòleg britànic que esdevingué una autoritat en camuflatge natural i militar, i també fou un il·lustrador científic i fotògraf. Molts dels seus estudis de camp tingueren lloc a l'Àfrica, on s'interessà especialment pel cocodril del Nil.
Durant la Segona Guerra Mundial, Cott treballà com un expert sobre camuflatge per l'Exèrcit Britànic. El seu llibre Adaptive Coloration in Animals (1940), popular entre els soldats de servei, fou l'obra de referència més important sobre el camuflatge en zoologia durant el segle xx. Després de la guerra, Cott esdevingué membre del Selwyn College de Cambridge.